# Gebhard Poltera

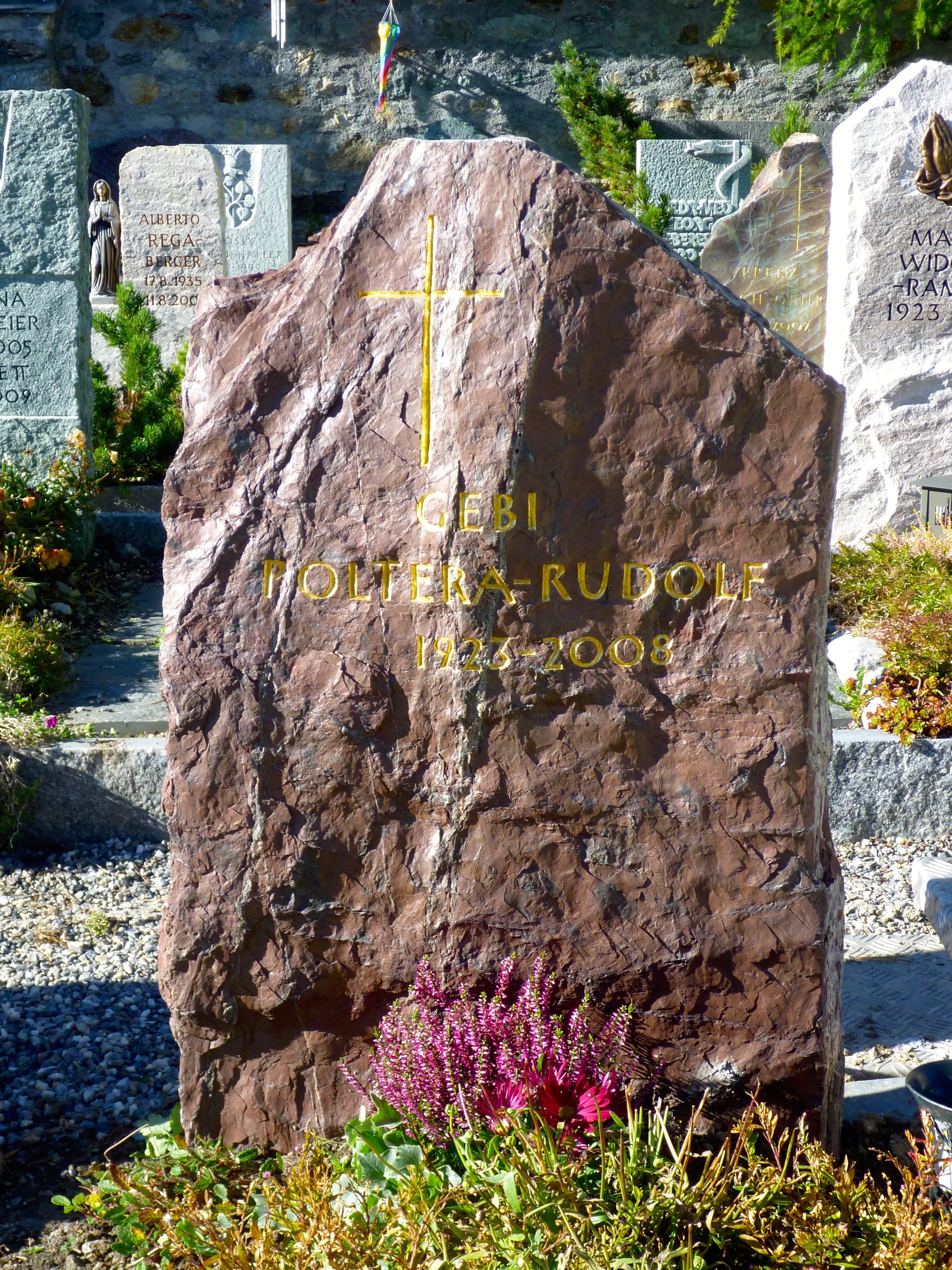
Gebi Polteras Grabstätte auf dem Friedhof des Bergkirchli Arosa

Gebhard «Gebi» Poltera (* 14. Dezember 1923 in Arosa; † 11. November 2008 ebenda) war ein Schweizer Eishockeyspieler. Sein Bruder Ulrich Poltera und sein Vetter Hans-Martin Trepp waren ebenfalls Schweizer Nationalspieler.

## Karriere
Gebhard Poltera nahm für die Schweizer Nationalmannschaft an den Olympischen Winterspielen 1948 in St. Moritz und 1952 in Oslo teil. Bei den Winterspielen 1948 gewann er mit seiner Mannschaft die Bronzemedaille. Zudem stand er im Aufgebot seines Landes bei den Weltmeisterschaften 1950 und 1951, bei denen er ebenfalls jeweils die Bronzemedaille gewann. Als bestes europäisches Team wurde die Schweiz 1950 Europameister. Auf Vereinsebene spielte er für den EHC Arosa.

## Erfolge und Auszeichnungen
- 1948 Bronzemedaille bei den Olympischen Winterspielen
- 1950 Bronzemedaille bei der Weltmeisterschaft
- 1951 Bronzemedaille bei der Weltmeisterschaft